# Kanton Pierrefitte-sur-Seine
Kanton Pierrefitte-sur-Seine is een voormalig kanton van het Franse departement Seine-Saint-Denis. Kanton Pierrefitte-sur-Seine maakte deel uit van het arrondissement Saint-Denis.

## Geschiedenis
Op 22 maart 2015 werd het kanton opgeheven en werden de gemeenten Pierrefitte-sur-Seine en Villetaneuse, waaruit dat kanton bestond, opgenomen in het kanton Épinay-sur-Seine.

## Gemeenten
Het kanton Pierrefitte-sur-Seine omvatte de volgende gemeenten:
- Pierrefitte-sur-Seine (hoofdplaats)
- Villetaneuse